# Toray Industries
Toray Industries, Inc. (東レ株式会社 Tōre Kabushiki-gaisha) er en multinational japansk kemivirksomhed. De er specialiseret i organisk kemi, polymerkemi og biokemi.
Produkterne omfatter fibre & tekstiler, plastik og kemikalier.